# San Carlos, Álamo Temapache
San Carlos är en ort i Mexiko.   Den ligger i kommunen Álamo Temapache och delstaten Veracruz, i den sydöstra delen av landet, 220 km nordost om huvudstaden Mexico City. San Carlos ligger 81 meter över havet och antalet invånare är 170.
Terrängen runt San Carlos är platt. Runt San Carlos är det ganska tätbefolkat, med 65 invånare per kvadratkilometer. Närmaste större samhälle är Álamo, 17,8 km öster om San Carlos. Trakten runt San Carlos består till största delen av jordbruksmark.